# 王洪范
王洪范，又作王洪轨，《南齐书》说他是齐郡临淄人，《南史》说他是上谷郡（今北京市延庆区）人，南北朝时刘宋、南齐官员。
刘宋泰始年间，北魏克青州，王洪范得别驾清河崔祖欢女，娶她为妻。崔祖欢之女劝说王洪范南归。桂阳王刘休范作乱，王洪范随萧道成镇新亭，曾经以身挡箭。萧道成说：“我自有盾，卿可自防。”他说：“天下可以没有王洪范，苍生遭乱，岂能一日无萧公？”萧道成很赞赏他。后为晋寿郡太守，隐瞒贿赂，被州里调查。很害怕，弃郡逃到建康。萧道成帝辅政，引为心腹。昇明二年（478年），萧道成派遣骁骑将军王洪范出使柔然，克期共伐北魏。永明元年（483年），王洪范回到京师，途经三万余里。建武初年，为青、冀二州刺史。他后悔在晋寿时受贿，开始为官清廉。之前青州出售鱼盐之货，有官吏强借百姓麦地来种红花，多给部下交易，以谋求利益。王洪范至，全部禁止。请求偷袭北魏，攻克黄郭、盐仓等数戍。后战败，死伤很多，深深自责。于是在谢禄山南修治地面，广铺草席，杀三牲，招魂祭奠战亡之人。每人呼名，亲自向地上浇酒，还是恸哭不自胜，后来发病而亡。王洪范是北方人而清正，州人称他为虏父使君，说到他都落泪。